# Bobby Roth
Pour les articles homonymes, voir Roth.
Robert Jay Roth dit Bobby Roth est un réalisateur, scénariste et producteur américain. Originaire de Los Angeles.

## Carrière
Bobby Roth a écrit, produit et dirigé de nombreux films au cours de sa carrière. En 1985, son long métrage Atout Cœur fait partie de la compétition officielle du 35e festival du film de Berlin. Le cinéaste œuvre aussi beaucoup pour la télévision : il a notamment travaillé sur des séries télévisées comme Numbers, New Amsterdam, Esprits criminels, Prison Break, Lost : Les Disparus et Mentalist.

## Filmographie

### Réalisateur

#### Au cinéma
- 1976 : Independence Day
- 1978 : The Boss' Son
- 1981 : Mystique (Circle of Power)
- 1984 : Atout Cœur (Heartbreakers)
- 1990 : L'Affaire Wallraff (The Man Inside)
- 1996 : Amanda
- 2001 : Jack the Dog
- 2003 : Manhood
- 2005 : Berkeley (en)
- 2018 : Edge of Fear

#### À la télévision

##### Séries télévisées
- 1984 : Deux flics à Miami (Miami Vice), épisode « Si peu qu'on prenne (Give a Little, Take a Little) » (1-11)
- 1985 : Insiders
- 1986 : Les Incorruptibles de Chicago (Crime Story), 3 épisodes
- 1992 : Beverly Hills 90210 (Beverly Hills, 90210), épisode « Chevaux sauvages (Wild Horses) » (3-14)
- 1995 – 1996 : Docteur Quinn, femme médecin (Dr. Quinn, Medicine Woman), 3 épisodes
- 1998 : Profiler, épisode « Marqué aux fers (Birthright) » (2-9)
- 1998 – 1999 : Ultime recours (Vengeance Unlimited), 2 épisodes
- 2002 : Division d'élite (The Division), 2 épisodes
- 2002 : Boomtown, épisode « Chimère (Reelin' in the Years) » (1-4)
- 2003 : Le Justicier de l'ombre (Hack), épisode « Tourner la page (Forgive, But Don't Forget) » (1-14)
- 2003 : John Doe, épisode « Un homme ordinaire (Shock to the System) » (1-19)
- 2005 : Blind Justice, 3 épisodes
- 2005 : Numbers (Numb3rs), épisode « Le Condor (Assassin) » (2-5)
- 2005 – 2009 : Prison Break, 14 épisodes
- 2006 : Commander in Chief, 2 épisodes
- 2006 : Vanished, épisode « Prisonnières (The Cell) » (1-10)
- 2006 – 2007 : FBI : Portés disparus (Without a Trace), 2 épisodes
- 2007 : Retour à Lincoln Heights (Lincoln Heights), 2 épisodes
- 2007 – 2010 : Lost : Les Disparus (Lost), 3 épisodes
- 2008 : New Amsterdam, épisode « Soldier's Heart » (1-3)
- 2008 : Raising the Bar : Justice à Manhattan (Raising the Bar), épisode « Trouble (Richie Richer) » (1-4)
- 2008 : Esprits criminels (Criminal Minds), 2 épisodes
- 2009 : Fringe, épisode « Chasse de nuit (Midnight) » (1-18)
- 2009 – 2010 : Flashforward, 4 épisodes
- 2010 : V, épisode « Du sang sur les mains / Dérapage incontrôlé (Hearts and Minds) » (1-10)
- 2010 : Happy Town, épisode « Révélations (Dallas Alice Doesn't Live here Anymore) » (1-7)
- 2010 : Life Unexpected, épisode « Sortie scolaire (Camp Grounded) » (2-7)
- 2011 : Mentalist (The Mentalist), 2 épisodes
- 2011 – 2014 : Revenge, 6 épisodes
- 2012 : Breakout Kings, épisode « Le Prix du salut / Stade terminal (Cruz Control) » (2-4)
- 2012 – 2013 : The Lying Game, 2 épisodes
- 2013 : Beauty and the Beast, épisode « Le cœur a ses raisons (Trust No One) » (13-1)
- 2013 : Mistresses, épisode « Propositions indécentes (Indecent Proposals) » (1-10)
- 2013 – 2014 : Grey's Anatomy, 3 épisodes
- 2013 – 2015 : Marvel : Les Agents du SHIELD (Marvel's Agents of SHIELD), 5 épisodes
- 2014 : Scorpion, épisode « Antivirus (Single Point of Failure) » (1-2)

##### Téléfilms
- 1987 : Tonight's the Night
- 1987 : Le Naufragé des étoiles (The Man Who Fell to Earth)
- 1988 : Viva Oklahoma (Baja Oklahoma)
- 1988 : Dead Solid Perfect
- 1990 : L'enquête interdite (Rainbow Drive)
- 1991 : Keeper of the City
- 1993 : The Switch
- 1993 : Judgment Day: The John List Story
- 1994 : Ride with the Wind
- 1994 : Témoins traqués
- 1995 : Kidnapped: In the Line of Duty
- 1995 : Naomi & Wynonna: Love Can Build a Bridge (en)
- 1997 : Le secret d'une passion (Tell Me No Secrets)
- 1997 : L'Héritière (The Inheritance)
- 1997 : La Malédiction de Nikki (The Devil's Child)
- 1998 : Pour que triomphe la vie (Her Own Rules)
- 1999 : Un amour secret (A Secret Affair)
- 1999 : A Holiday Romance
- 2002 : Destins croisés (Crossed Over)
- 2002 : Souvenirs d'amour (Dancing at the Harvest Moon)
- 2003 :  Consentements volés (A Date with Darkness: The Trial and Capture of Andrew Luster)
- 2003 : Un étrange enlèvement (The Elizabeth Smart Story)
- 2004 : Un rêve à l'épreuve (Brave New Girl)
- 2010 : Des bleus au cœur (Reviving Ophelia)
- 2011 : Sur les traces de ma fille (The Killing Game)